# Obereopsis atritarsis
Obereopsis atritarsis är en skalbaggsart som först beskrevs av Maurice Pic 1920.  Obereopsis atritarsis ingår i släktet Obereopsis och familjen långhorningar.
Artens utbredningsområde är Tibet. Inga underarter finns listade i Catalogue of Life.